# Пщулкі (Поморське воєводство)
Пщулкі (пол. Pszczółki, нім. Hohenstein) — село в Польщі, у гміні Пщулки Ґданського повіту Поморського воєводства.
Населення — 4132 особи (2011).

## Демографія
Демографічна структура станом на 31 березня 2011 року:
|          | Загалом | Допрацездатний вік | Працездатний вік | Постпрацездатний вік |
| -------- | ------- | ------------------ | ---------------- | -------------------- |
| Чоловіки | 2008    | 462                | 1418             | 128                  |
| Жінки    | 2124    | 420                | 1358             | 346                  |
| Разом    | 4132    | 882                | 2776             | 474                  |